# James Kondelik
James Kondelik ist ein US-amerikanischer Filmeditor, Filmregisseur, Filmproduzent, Drehbuchautor und Schauspieler.

## Leben
James Kondelik machte seine Ausbildung zum Filmeditor an der Video Symphony. Sein Zwillingsbruder Jon Kondelik ist ebenfalls als Filmschaffender tätig. Seit 2008 ist James Kondelik als Filmeditor tätig. Nach ersten Tätigkeiten an Kurzfilmen folgten ab 2011 Arbeiten an Low-Budget-Filmen. Von 2017 bis 2018 war er für den Schnitt von 17 Episoden der Fernsehserie Malibu Dan the Family Man verantwortlich.

## Filmografie (Auswahl)

### Filmschnitt
- 2008: Corpse Spy (Kurzfilm)
- 2010: Even Angels Cry (Kurzfilm)
- 2010: Five Minutes Alone (Kurzfilm)
- 2011: 200 MPH (200 M.P.H.)
- 2011: A Haunting in Salem
- 2011: Zombie Apocalypse (Fernsehfilm)
- 2011: My Hometown
- 2011: End of the Innocents (Kurzfilm)
- 2011: Thor – Der Allmächtige (Almighty Thor, Fernsehfilm)
- 2012: Abraham Lincoln vs. Zombies
- 2012: Rise of the Zombies
- 2012: Piece (Kurzfilm)
- 2012: Adopting Terror (Fernsehfilm)
- 2013: Tunnel Vision
- 2013: Rest for the Wicked (Mini-Serie, Episode 1x02)
- 2013: M Is for Masochist (Kurzfilm)
- 2013: The Short Game (Dokumentation)
- 2013: Contracted
- 2013: The Wretched Prologue (Kurzfilm)
- 2014: Airplane vs. Volcano
- 2014: World of Tomorrow – Die Vernichtung hat begonnen (Age of Tomorrow)
- 2014: Golden Winter 2 – Die Katzen sind los (Santa Claws)
- 2014: #iKllr
- 2014: Fort Bliss
- 2014: Mercenaries
- 2014: Bachelor Night: Auf nach Vegas! (Bachelor Night)
- 2014: Ardennes Fury – Die letzte Schlacht (Ardennes Fury)
- 2015: Bound – Gefangen im Netz der Begierde (Bound)
- 2015: The Divine Tragedies
- 2015: All Hallows' Eve 2
- 2015: The Divine Tragedies
- 2016: Zoombies – Der Tag der Tiere ist da! (Zoombies)
- 2016: Drowners (Kurzfilm)
- 2016: Restoration
- 2016: The Horde
- 2016: A Father's Secret (Fernsehfilm)
- 2016: Ditch Day Massacre
- 2016: The Crooked Man (Fernsehfilm)
- 2017: Open Marriage (Fernsehfilm)
- 2017: Air Speed – Fast and Ferocious (The Fast and the Fierce)
- 2017: Circus Kane
- 2017–2018: Malibu Dan the Family Man (Fernsehserie, 17 Episoden)
- 2018: Behind the Walls
- 2018: Jurassic Galaxy
- 2018: Truth
- 2018: Hornet – Beschützer der Erde (Hornet)
- 2019: Blood Craft
- 2019: Home Is Where the Killer Is
- 2019: The Twisted Nanny
- 2019: The Dead Ones
- 2019: Verotika
- 2020: Finding Love in Quarantine (Fernsehserie, Episode 1x01)
- 2020: The Swing of Things
- 2020: FraXtur (Fernsehserie, Episode 1x01)
- 2022: Top Gunner 2 – Danger Zone (Top Gunner: Danger Zone)
- 2022: Mindcage
- 2024: Earthquake Underground

### Regie
- 2013: Rest for the Wicked (Miniserie, Episode 1x02)
- 2013: M Is for Masochist (Kurzfilm)
- 2014: Airplane vs. Volcano
- 2014: World of Tomorrow – Die Vernichtung hat begonnen (Age of Tomorrow)
- 2015: All Hallows’ Eve 2
- 2016: Drowners (Kurzfilm)
- 2016: Dam Sharks (Fernsehfilm)
- 2018: Behind the Walls
- 2018: Jurassic Galaxy
- 2018: Malibu Dan the Family Man (Fernsehserie, 2 Episoden)
- 2018: Hornet – Beschützer der Erde (Hornet)

### Produzent
- 2015: The Divine Tragedies
- 2016: Drowners (Kurzfilm)
- 2016: Deadly Reunion
- 2018: Behind the Walls
- 2018: Snake Outta Compton
- 2018: Jurassic Galaxy
- 2018: Truth
- 2019: Greenlight

### Drehbuch
- 2008: Corpse Spy (Kurzfilm)
- 2013: M Is for Masochist (Kurzfilm)
- 2014: Airplane vs. Volcano
- 2015: A House Is Not a Home
- 2015: All Hallows' Eve 2
- 2018: Behind the Walls
- 2018: Snake Outta Compton
- 2018: Hornet – Beschützer der Erde (Hornet)

### Schauspieler
- 2008: Corpse Spy (Kurzfilm)
- 2010: Five Minutes Alone (Kurzfilm)
- 2014: Golden Winter 2 – Die Katzen sind los (Santa Claws; Sprechrolle)